# Real Valladolid Club de Fútbol 2012-2013
Questa voce raccoglie le informazioni del Real Valladolid Club de Fútbol nelle competizioni ufficiali della stagione 2012-2013.

## Stagione
Il Real Valladolid comincia il campionato con due vittorie contro Real Saragozza e Levante. Dopo questo buon inizio colleziona un pari e tre sconfitte, ma successivamente a questo brutto periodo, in uno stadio tutto esaurito, la squadra di Valladolid vince nettamente contro il Rayo Vallecano per 6-1. Successivamente il girone d'andata si conclude con prestazioni altalenanti che finiscono con una vittoria per reti a una contro il Celta Vigo.
Nel girone di ritorno i risultati sono meno soddisfacenti, come evidenzia la sconfitta per 4-1 contro la Real Sociedad. L'ultima vittoria arriva contro il Deportivo La Coruña, poi il campionato si conclude con tre sconfitte (Barcellona, Celta Vigo, Maiorca).
In Coppa del Re il Real Valladolid esce ai sedicesimi (unico turno giocato) contro il Betis Siviglia. Infatti la squadra andalusa ribalta la sconfitta dell'andata (1-0), imponendosi 3-0 al Benito Villamarín.

## Maglie e sponsor
Lo sponsor principale della stagione 2012-2013 è Kappa, che provvede anche all'abbigliamento sportivo.
|  | Casa | Trasferta |

## Organigramma societario
Dati dei ruoli nella società ricavati dal sito ufficiale del Real Valladolid.
Area direttiva
- Presidente: Carlos Suárez Sureda
- Vice presidente: Álvaro Ruiz de Alda Moreno
- Amministratori: Jacobo de Salas Claver e Ramón Maroto Cotoner

Area organizzativa
- Segretario sportivo: Juan Carlos Rodríguez Moreno

Area comunicazione
- Direttore comunicazione: Mariano Mancebo Rojo
- Addetto stampa: Mario Miguel Nieto
- Segretari: María del Mar Coria Pablos e Ruth Álvarez Peláez

Area marketing
- Responsabile abbonamenti: Cristina Rodríguez Ruiz
- Addetto alla contabilità: María Montserrat Mancebo
- Addetto alle operazioni di marketing: Jorge Santiago Villafañe

Area tecnica
- Direttore sportivo: Alberto Marcos Rey[10]
- Coordinatore area tecnica: Antonio Sánchez Santos[10]
- Responsabili osservatori: Roberto Pérez Martín e Miguel Ángel Baltanás Vicente
- Allenatore: Miroslav Đukić
- Allenatore in seconda: Ray
- Preparatore atletico: Rafa Cristóbal
- Preparatore dei portieri: Juan Carlos López
- Magazziniere: Óscar Fernández Cuñarro[12]

Area sanitaria
- Dottori: Pablo Grande Clavero, Rafael Ramos Galea, Alberto López Moreno
- Fisioterapisti: Ricardo Pérez Puente, Pablo Mora Pérez

## Rosa[14]
| N. |                       | Ruolo | Calciatore       |
| -- | --------------------- | ----- | ---------------- |
| 1  | Spagna (bandiera)     | P     | Jaime Jiménez    |
| 2  | Serbia (bandiera)     | D     | Antonio Rukavina |
| 3  | Spagna (bandiera)     | C     | Marquitos        |
| 4  | Spagna (bandiera)     | D     | Marc Valiente    |
| 5  | Portogallo (bandiera) | D     | Henrique Sereno  |
| 6  | Spagna (bandiera)     | D     | Jesús Rueda      |
| 7  | Argentina (bandiera)  | A     | Juan Neira       |
| 8  | Spagna (bandiera)     | D     | Javier Baraja    |
| 9  | Spagna (bandiera)     | A     | Javi Guerra      |
| 10 | Spagna (bandiera)     | C     | Óscar González   |
| 11 | Svezia (bandiera)     | A     | Daniel Larsson   |
| 13 | Venezuela (bandiera)  | P     | Dani Hernández   |

| N. |                     | Ruolo | Calciatore       |
| -- | ------------------- | ----- | ---------------- |
| 14 | Spagna (bandiera)   | C     | Omar Ramos       |
| 15 | Spagna (bandiera)   | A     | Alberto Bueno    |
| 16 | Spagna (bandiera)   | C     | Lluís Sastre     |
| 17 | Spagna (bandiera)   | D     | Carlos Peña      |
| 18 | Spagna (bandiera)   | C     | Álvaro Rubio     |
| 20 | Germania (bandiera) | C     | Patrick Ebert    |
| 22 | Spagna (bandiera)   | C     | Víctor Pérez     |
| 23 | Albania (bandiera)  | C     | Valdet Rama      |
| 24 | Spagna (bandiera)   | D     | Mikel Balenziaga |
| 25 | Angola (bandiera)   | A     | Manucho          |
| 27 | Spagna (bandiera)   | A     | Lolo             |
| 28 | Spagna (bandiera)   | C     | Rubén Peña       |

## Statistiche
Statistiche aggiornate al 3 giugno 2013 (campionato finito)

### Statistiche di squadra
| Competizione     | Punti | In casa | In casa | In casa | In casa | In casa | In casa | In trasferta | In trasferta | In trasferta | In trasferta | In trasferta | In trasferta | Totale | Totale | Totale | Totale | Totale | Totale | DR  |
| Competizione     | Punti | G       | V       | N       | P       | Gf      | Gs      | G            | V            | N            | P            | Gf           | Gs           | G      | V      | N      | P      | Gf     | Gs     | DR  |
| ---------------- | ----- | ------- | ------- | ------- | ------- | ------- | ------- | ------------ | ------------ | ------------ | ------------ | ------------ | ------------ | ------ | ------ | ------ | ------ | ------ | ------ | --- |
| Primera División | 43    | 19      | 7       | 6       | 6       | 29      | 26      | 19           | 4            | 4            | 11           | 20           | 32           | 38     | 11     | 10     | 17     | 49     | 58     | -9  |
| Coppa del Re     | -     | 1       | 1       | 0       | 0       | 1       | 0       | 1            | 0            | 0            | 1            | 0            | 3            | 2      | 1      | 0      | 1      | 1      | 3      | -2  |
| Totale           | -     | 20      | 8       | 6       | 6       | 30      | 26      | 20           | 4            | 4            | 12           | 20           | 35           | 40     | 12     | 10     | 18     | 50     | 61     | -11 |

## Giovanili

### Organigramma societario
Dati presi direttamente dal sito della squadra.
Area direttiva - Real Valladolid B
- Amministratore delegato: Deliciano Rueda
- Delegato: José Ramón Yarza de Diego
- Delegato al campo: Francisco Torices Asensio

Area tecnica - Real Valladolid B
- Allenatore: Javier Torres Gómez
- Allenatore in seconda: Jorge Alonso Matilla
- Preparatore atletico: Julio Hernando Santos
- Preparatore portieri: Juan Carlos Martínez Ruiz
- Magazziniere: Pedro Coria Gago

Area sanitaria - Real Valladolid B
- Dottore: Alberto López Moreno
- Fisioterapisti: Juan Fernando Valderrama Díaz
- Psicologo: David Rincón Izcaria

### Piazzamenti
- Real Valladolid B:
  - Campionato: 5º nel gruppo 8 della Tercera División[17]